# Sopot (miasto w Bułgarii)
Sopot (bułg. Сопот) – miasto w środkowej Bułgarii, w obwodzie płowdiwskim, centrum administracyjne gminy Sopot.

## Położenie
Sopot znajduje się 136 km na wschód od stolicy Bułgarii, Sofii, 63 km na północ od Płowdiwu, 61 km na południe od Trojanu i 5 km na zachód od Karłowa. Miasto leży u podnóża Bałkańskiego Trojanu (środkowa Stara Płanina), w żyznej Kotlinie Karłowskiej stanowiącej zachodnią część słynnej Doliny Różanej. W pobliżu Sopotu znajduje się początkowa stacja najdłuższego na Bałkanach wyciągu krzesełkowego.

## Historia
Pierwsza wzmianka o Sopocie pochodzi z okresu państwa osmańskiego. Podczas Bułgarskiego Odrodzenia Narodowego (XVIII–XIX wiek) miasto nazywało się Altyn Sopot (Złoty Sopot) z uwagi na szybki rozwój rzemiosła i handlu. W tym okresie Sopot słynął z produkcji abaji, wysokiej jakości skór, futer i plecionek, które sprzedawano w obrębie imperium. W roku 1877, w czasie wojny rosyjsko-tureckiej, Sopot został spalony, a mieszkańcy zabici lub wygnani. W latach 1950–1965 miasto nosiło nazwę Wazowgrad na cześć pisarza Iwana Wazowa.

## Znakomitości
W Sopocie urodzili się:
- Nedelia Petkowa (1826–1894) – nauczycielka i działaczka niepodległościowa,
- Iwan Wazow (1850–1921) – pisarz, poeta i dramaturg,
- Konstantin Batołow (1878–1938) – polityk i dyplomata.

## Gospodarka
Najważniejsze zakłady przemysłowe w Sopocie:
- Wazowskie Zakłady Budowy Maszyn (przemysł zbrojeniowy);
- Fabryka łożysk, w 2002 roku zakupiona przez szwedzie przedsiębiorstwo SKF;
- „Pepper Modna Industria” – zakłady tekstylne.

W okolicach Sopotu uprawia się tzw. kazanłyską różę (R. damascena var. trigintipetala) oraz miętę, z których produkuje się olejki eteryczne.

## Kultura
W 1992 roku Sopocie powstała pierwsza w Bułgarii prywatna telewizja („TBC”), która emituje wiadomości, muzykę, a także wyprodukowane przez siebie filmy, które zdobywały nagrody na krajowych i międzynarodowych festiwalach filmowych.

## Turystyka
Zabytki Sopotu:
- Klasztor żeński „Ofiarowanie Najświętszej Marii Panny” (bułg. Въведение Богородично);
- Dom rodzinny Iwana Wazowa, w którym obecnie znajduje się muzeum pisarza;
- Monaster „Święty Zbawiciel” (bułg. Свети Спас);
- Anewska twierdza z XIII–XIV wieku (bułg. Аневско кале).

Dwa pierwsze zabytki zostały wpisane na listę 100 najważniejszych obiektów turystycznych Bułgarii.

## Sport
Od lat 80. XX wieku Sopot rozwija się jako centrum lotniarstwa, a od początku XXI wieku także jako centrum paralotniarstwa w Bułgarii.